# Cyro Miranda Júnior
Cyro Miranda Gifford Júnior (São José do Rio Preto, 4 de fevereiro de 1946) é um empresário e político brasileiro.

## Biografia
Formado em Administração na Universidade Mackenzie, Cyro Miranda é empresário e líder classista. Foi vice-presidente da Confederação das Associações Comerciais do Brasil (CACB). Casado com Candy Gifford, tem dois filhos.
Como militante no meio empresarial, foi como organizador, em Goiás, da candidatura de Guilherme Afif Domingos à Presidência da República, que em 1990 iniciou sua atuação na política partidária e se filiou ao Partido Liberal. Em 1999, já no PSDB, ajudou a fundar o Fórum Empresarial, com o objetivo de fortalecer o setor empresarial em suas atuações e revindicações políticas.
Eleito primeiro suplente do senador de Marconi Perillo em 2006, assume o mandato em 17 de dezembro de 2010, após a renúncia de Perillo que foi eleito governador do estado de Goiás.
Em 28 de março de 2012, quando a Comissão de Assuntos Econômicos do Senado (CAES) aprovou um relatório de projeto que acaba
com os 14º e 15ºs salários para parlamentares, Cyro Miranda declarou que o salário de R$19 mil não é condizente com as atividades de senador. Disse ter pena daqueles que são obrigados a viver com R$19 mil líquidos com a estrutura presente no Senado. Em 2006, seu patrimônio declarado foi de R$3 milhões.